# Illbient
Illbient is een muziekstijl die sterk lijkt op ambient, maar met andere thema's. Waar ambient gebruikmaakt van natuurlijke geluiden om daarmee een vrijwel willekeurig muziekpatroon te creëren, maakt illbient gebruik van dissonante klanken, diepe en lage tonen, en 'donkere', onbehaaglijke samples om een gecontroleerde chaos te creëren. 
Er is wat onduidelijkheid over het ontstaan van de term, zowel DJ Spooky als DJ Olive claimen deze muziekstijl te hebben ontworpen. 